# Twisted Metal: Small Brawl
Twisted Metal: Small Brawl ist ein kampforientiertes Rennspiel, welches von Incognito Entertainment entwickelt und von Sony Computer Entertainment für die PlayStation veröffentlicht wurde. Der Titel stellt den sechsten Teil der vor allem in Nordamerika erfolgreichen Twisted-Metal-Reihe dar. Er erschien ausschließlich in Nordamerika am 26. November 2001. Er unterscheidet sich von den Vorgängern, durch seine eher comichafte Grafik, weswegen er während der Entwicklung auch Twisted Metal: Kids genannt wurde.
Twisted Metal: Small Brawl wurde von der Spielepresse eher negativ aufgefasst und erhielt bei Metacritic eine Metawertung von 51 von 100 Punkten. Kritiker bemängelten eine deutliche Verschlechterung gegenüber dem Vorgänger in beinahe allen Punkten.

## Spielprinzip
Twisted Metal: Small Brawl vereint wie die Vorgängertitel Elemente von Rennspielen mit denen von Third-Person-Shootern. Der Spieler steuert auf einem abgesperrten Gebiet ein Fahrzeug, welches standardmäßig mit Maschinengewehren bewaffnet ist, die über unendliche Munition verfügen. Auf der Kampffläche tritt er gegen bis zu acht ebenfalls bewaffnete Fahrzeuge an und versucht, diese zu zerstören.
Zu Beginn eines Rennes werden die teilnehmenden Fahrzeuge an zufälligen Startpositionen auf der Karte in gewissem Mindestabstand zueinander platziert. Anschließend erfolgt der Start und die am Rennen teilnehmenden Fahrzeuge dürfen Gebiet frei abfahren und Jagd auf ihre Gegner machen.
Da die Maschinengewehre nur wenig Schaden an gegnerischen Fahrzeugen anrichten, sind die Fahrer darauf angewiesen, stärkere Waffen gegen die Gegner zu finden. Diese sind an verschiedenen Orten auf der Strecke verteilt und können von jedem Fahrer aufgelesen werden. Zu den zusätzlichen Waffen zählen u. a. Granaten, Napalm und Raketen. Auf die gleiche Weise verhält es sich mit Reparatur-Kits, die zur Beseitigung von Schäden diesen. Jedes Fahrzeug besitzt zusätzlich noch eine individuelle Waffe, deren Vorrat sich mit der Zeit automatisch regeneriert.

## Entwicklung
Während der Produktion trug das Spiel den vorläufigen Titel Twisted Metal Kids und wurde unter diesem Titel auf einer Presseveranstaltung für Twisted Metal: Black in Santa Monica, Kalifornien, am 2. März 2001 angekündigt. Der offizielle Titel von Twisted Metal: Small Brawl wurde auf der Electronic Entertainment Expo am 16. Mai enthüllt. Das Spiel verwendet eine Physik-Engine, die auf der in Twisted Metal 2: World Tour verwendeten basiert.